# Oleśnica Mała
Oleśnica Mała (en allemand : Klein Œls) est une localité polonaise de la gmina et du powiat d'Oława en voïvodie de Basse-Silésie.

## Géographie
Le village se trouve dans la région historique de Basse-Silésie; à environ 12 kilomètres au sud d'Oława et à 16 kilomètres à l'ouest de Brzeg.

## Histoire
Le lieu d'Olesniz est mentionné pour la première fois dans un acte du diocèse de Wrocław en 1189 ; à partir de 1193, il appartenait aux biens de l'église Sainte-Marie-sur-le-Sable. Le duc silésien Boleslas Ier le Long y fit construire un pavillon de chasse que son fils Henri Ier, animé par son épouse Edwige, a offert à l’ordre du Temple. Les frères ont accéléré la colonisation germanique des environs. Après la dissolution de l'ordre en 1312, le domaine passe à l'ordre de Saint-Jean de Jérusalem. En 1377, le duc Louis Ier de Brzeg a donné au commandeur de l'ordre l'autorisation de coloniser un village nommé Oelsen.

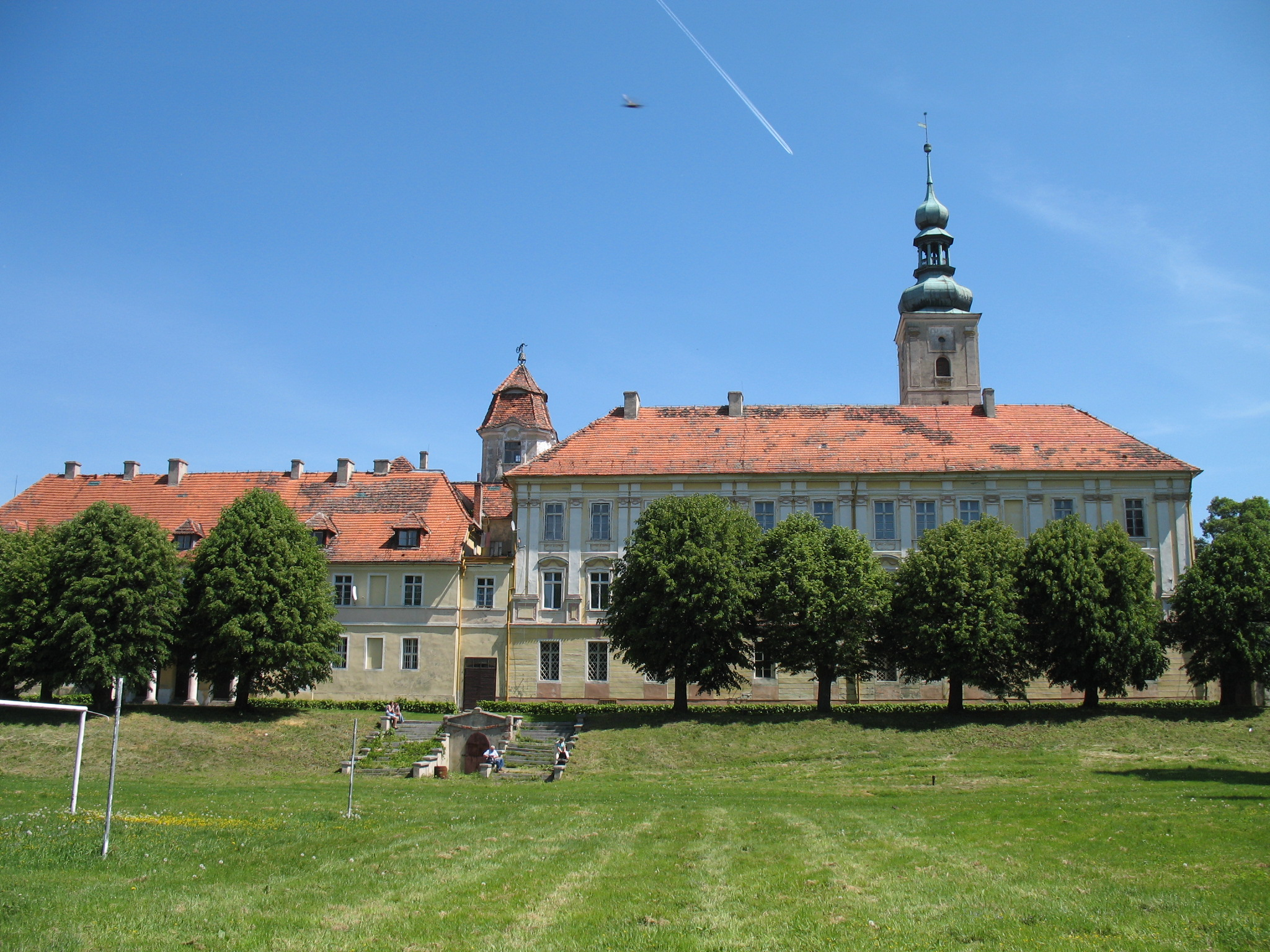
Château d'Oleśnica Mała.

Après l'extinction de la maison Piast en 1675, le pays revient à la couronne de Bohême au sein de la monarchie de Habsbourg. Pendant la guerre de Trente Ans, le village et son château avaient été presque totalement détruits. Du fait de la première guerre de Silésie, en 1742, Klein Œls avec la plupart de la Silésie fut annexé par le royaume de Prusse. La commanderie était sécularisée au cours des Réformes prussiennes en 1810.
Après les guerres napoléoniennes et la campagne de 1813, le roi Frédéric-Guillaume III a conféré le domaine à son général Ludwig Yorck von Wartenburg ; la famille Yorck von Wartenburg a conservé les biens jusqu'à la fin de la Seconde Guerre mondiale. Jusqu'en 1945, le village était incorporé dans l'arrondissement d'Ohlau au sein de la Silésie prussienne.

## Personnalités
- Paul Yorck von Wartenburg (1902-2002), diplomate et résistant contre le nazisme ;
- Peter Yorck von Wartenburg (1904-1944), juriste et résistant contre le nazisme.